# Víziatkaszerűek
A víziatkaszerűek (Hygrobatoidea) a pókszabásúak (Arachnida) osztályához és az atkák (Acarina) rendjéhez tartozó öregcsalád.

## Megjelenésük
A búvárpókon kívül a víziatkák az egyedüli igazi víziállatok a pókszabásúak között. Többnyire kis termetűek, a kisebb fajok hosszúsága 0,5 milliméter körül van, a nagyobbak elérhetik a 4-8 millimétert. Színük gyakran világító piros, emellett kék, szürke, sárga és részben tarkán pettyezett formák is adódnak. Testük gömb vagy tojásdad alakú, lágy bőrű, gyakran befűződésekkel és kiugró sarkokkal. Elöl 1-2 szempáruk van. Szájszerveik (csáprágók és tapogatólábak) az elülső lábak töve között, a testtől elkülönülő csúcsszelvényen helyezkednek el. A törzsön 4 pár láb található, melyek gyakran hosszú úszósertéket viselnek. A fajok száma igen nagy.

## Életmódjuk
A víziatkák különböző álló- és folyóvizek lakói. A kifejlődött víziatkák rabló életmódot folytatnak, elsősorban apró rákokkal és rovarlárvákkal, részben más atkákkal táplálkoznak. A petéikből kikelő lárvák nagyrészt rovarokon élősködnek.

## Rendszerezés
Az öregcsaládba az alábbi családok tartoznak:
- Astacocrotonidae
- Aturidae
- Feltriidae
- Ferradasiidae
- Frontipodopsidae
- Víziatkafélék (Hygrobatidae)
- Omartacaridae
- Pionidae
- Pontarachnidae
- Unionicolidae
- Wettinidae